# California Valley Solar Ranch
California Valley Solar Ranch — фотоэлектрическая станция общей мощностью 250 мегаватт (МВт). Расположена в округе Сан-Луис-Обиспо, Калифорния, США. Строительство было начато в 2011 году. Станция поставляет электричество потребителям с 2012 года. Строительство полностью завершено в октябре 2013 года. Общая стоимость проекта оценивается 1,8 миллиарда долларов США
.
Электростанция построена на основе высокоэффективных кристаллических фотоэлектрических модулей, произведенных американской компанией SunPower. Фотоэлектрические модули в течение дня прослеживают положение Солнца, чтобы увеличить эффективность производства электричества.
California Valley Solar Ranch построена на бывших пастбищных землях. Территория станции составляет 8 квадратных километров. 70 % территории не используются в промышленных целях, и предназначены для сохранения среды обитания вымирающих видов.
California Valley Solar Ranch наряду с другими проектами возобновляемой энергии реализуется в рамках цели штата Калифорния — обеспечить получение 33 % потребляемой электроэнергии из возобновляемых источников к 2020 году.

## Производство электричества
| Год   | Янв    | Фев    | Мар    | Апр    | Май    | Июн    | Июл    | Авг    | Сен    | Окт    | Ноя    | Дек    | Всего     |
| ----- | ------ | ------ | ------ | ------ | ------ | ------ | ------ | ------ | ------ | ------ | ------ | ------ | --------- |
| 2012  |        |        |        |        |        |        |        |        | 4 014  | 4 190  | 5 504  | 8 019  | 21 727    |
| 2013  | 15 824 | 20 631 | 24 304 | 28 133 | 10 533 | 25 459 | 31 131 | 51 646 | 63 073 | 56 747 | 37 300 | 34 583 | 399 364   |
| 2014  | 35 851 | 36 710 | 54 654 | 66 210 | 78 967 | 84 024 | 77 526 | 74 398 | 60 789 | 50 939 |        |        | 620 068   |
| Total | Total  | Total  | Total  | Total  | Total  | Total  | Total  | Total  | Total  | Total  | Total  | Total  | 1 041 159 |